# رجب‌کوی (چلیخان)
رجب‌کوی (به ترکی استانبولی: Recepköy) (به کردی: Receb) یک منطقهٔ مسکونی کردنشین در ترکیه است که در چلیخان واقع شده‌است.